# Johann Christoph Adelung

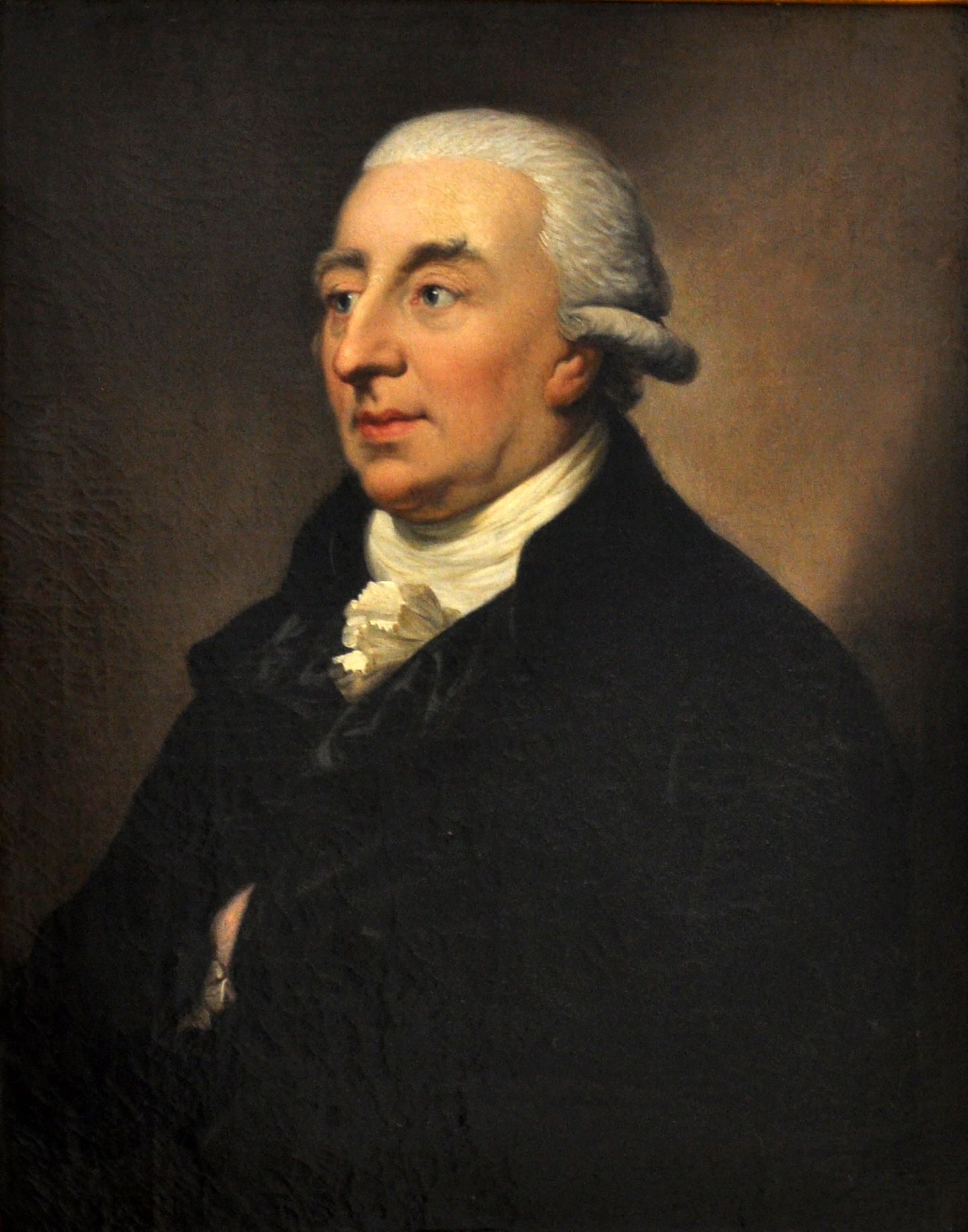
Johann Christoph Adelung

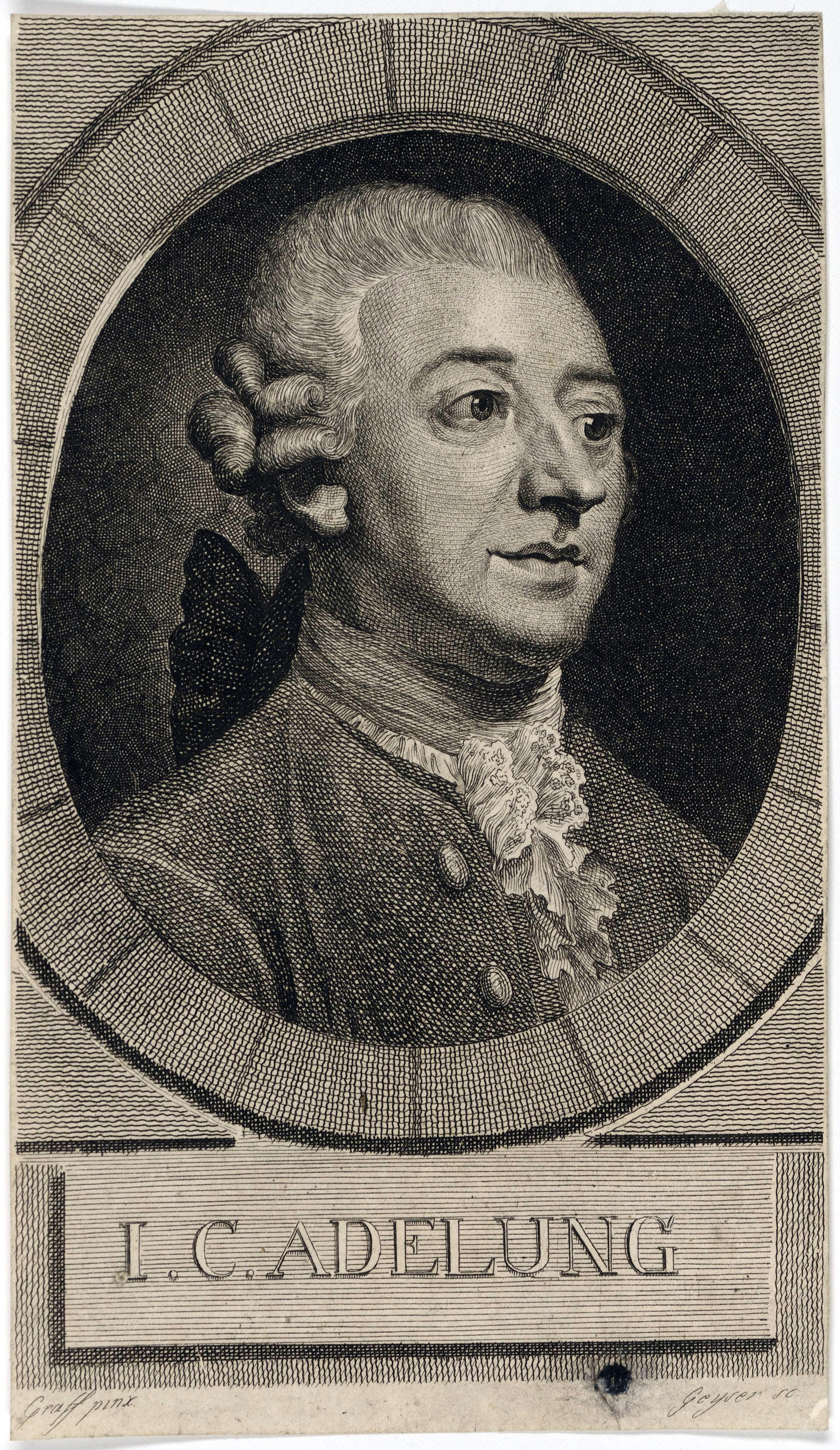
Johann Christoph Adelung

Johann Christoph Adelung (Spantekow, 8 augustus 1732 - Dresden, 10 september 1806) was een Duits taalkundige en lexicograaf wiens invloedrijke werk bijdroeg aan de standaardisering van de Duitse taal.

## Leven en werk
Adelung studeerde van 1752 tot 1758 te Halle theologie bij Siegmund Jakob Baumgarten. Hij werd in 1759 poëzieleraar aan het gymnasium te Erfurt, nam in 1761 ontslag en leefde sinds 1763 als privégeleerde, criticus en vertaler te Leipzig. In 1787 werd hij hoofdbibliothecaris aan de hofbibliotheek te Dresden, waar hij in 1806 stierf.
Adelung schreef verschillende cultuurhistorische en contemporain-geschiedkundige werken, maar is vooral bekend van zijn taalkundige publicaties. Zijn belangrijkste werk was het Grammatisch-kritisches Wörterbuch der hochdeutschen Mundart (1774-1786), dat tot het midden van de negentiende eeuw het belangrijkste werk over de Duitse spelling was. In 1788 verscheen bovendien zijn Vollständige Anweisung zur deutschen Orthographie. Hij legde de al relatief uniforme spelling op relatief eenvoudige en systematische wijze vast en verhief deze daarmee tot norm. Zijn spelling werd op scholen onderwezen en gebruikt door schrijvers als Goethe en Wieland. Het systeem-Adelung betreffende het gebruik van de ẞ werd in 1901 officieel ingevoerd en bleef geldig tot de spellingwijziging van 1996. Ook Adelungs grammatica's waren wijdverbreid. Op verzoek van Frederik de Grote verscheen in 1781 de Deutsche Sprachlehre voor gebruik in de Pruisische scholen. Zijn laatste werk was Mithridates waarin het Onzevader in bijna 500 talen vermeld werd. Het eerste deel verscheen na zijn dood, waarna Johann Severin Vater het werk voltooide.
Adelung was de laatste belangrijke vertegenwoordiger van de oude speculatieve taalkunde. Na hem hervormde Jacob Grimm de discipline in empirische zin.
Adelungs werk op gebied van spraakkunst, spelling en lexicografie is rond 1800 van grote invloed geweest in Nederland. Onder zijn navolgers vinden we Nederlandse taalgeleerden als P. Weiland en M. Siegenbeek. 